# Filiera (tessile)

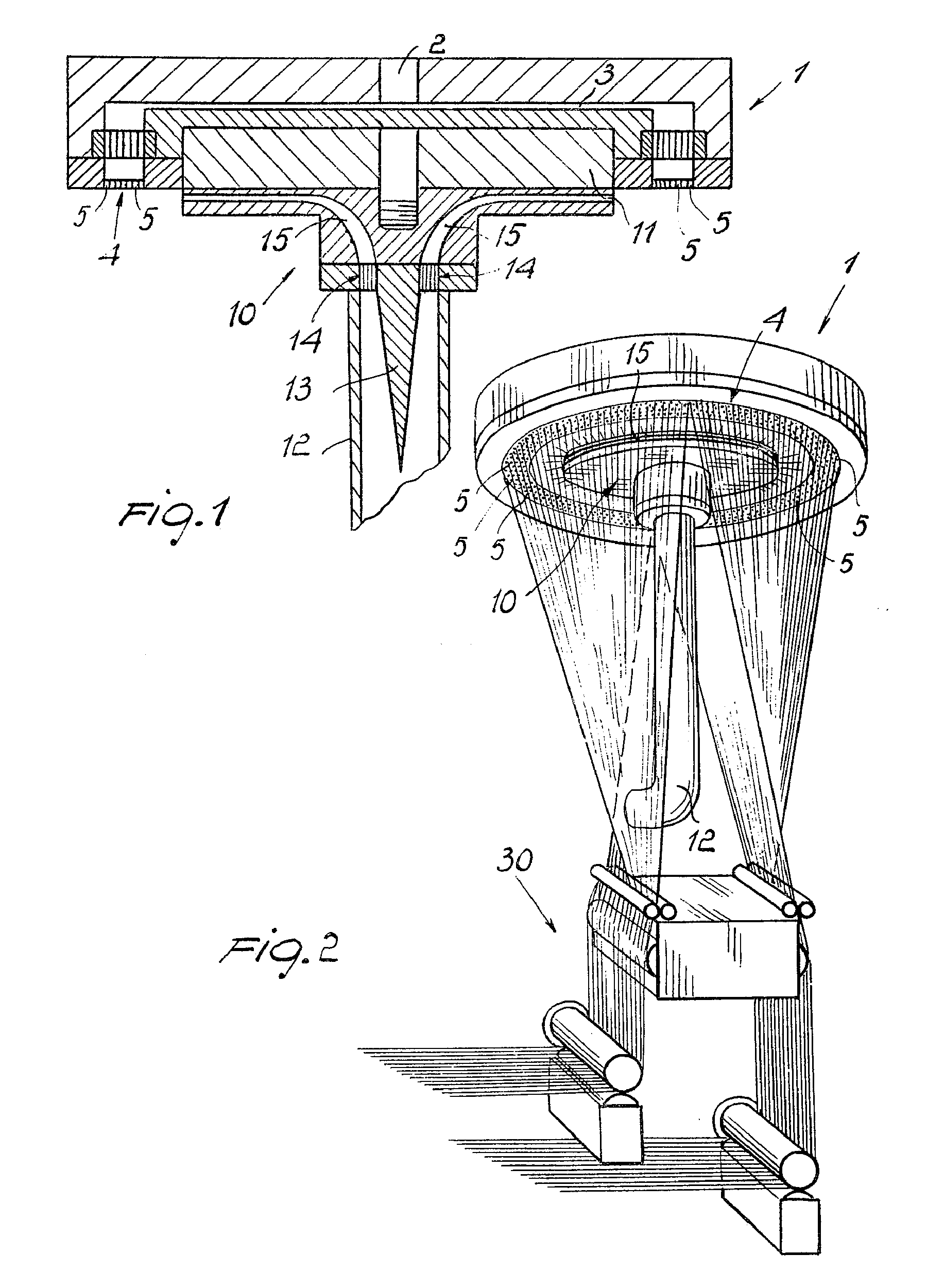
Filiera e filatura di una tecnofibra

Nell'industria tessile, la filiera è un ugello metallico munito di uno o più fori attraverso i quali viene estruso il polimero, fuso o in soluzione, necessario per la fabbricazione di fibre artificiali o sintetiche.
La forma e la grandezza di una filiera differisce molto a seconda del tipo di fibra prodotta e del tipo di macchinario utilizzato per la filatura. La filiera è montata su un supporto in cui possono essere inseriti setti filtranti e/o elementi riscaldanti che prevengono l'ostruzione degli orifizi.
Una filiera può contare da uno a diverse migliaia di fori, il cui diametro è dell'ordine di pochi decimi di millimetro. Generalmente sono di sezione circolare, ma possono anche avere forme diverse, ad esempio triangolari, a stella o anulari per conferire alla fibra caratteristiche particolari. Alcune fibre composite utilizzano filiere a fori anulari concentrici per coestrudere polimeri diversi.
Le molecole del polimero subiscono un orientamento prima nel passaggio attraverso lo stretto capillare del foro, poi dallo stiro a cui sono sottoposte durante la solidificazione che avviene per coagulazione, evaporazione o raffreddamento a seconda della tecnologia di filatura impiegata.
Da ogni foro si ottiene un filamento chiamato bava, una o più bave formeranno il filo che verrà successivamente raccolto su un supporto adeguato. Il numero di bave che compongono un filato è facilmente identificabile al microscopio da una sezione trasversale dello stesso.